# Sensemaking
Le sensemaking, ou sense-making ou élaboration de sens ou construction de sens, est le processus par lequel des individus donnent du sens à une expérience. Il a été défini comme « le développement rétrospectif et continu d'images plausibles qui rationalisent ce que les gens font ».
Le concept a été introduit en sociologie des organisations par Karl E. Weick.
C'est un modèle de construction de la réalité et d'appréhension de l'information par les individus et les groupes.
C'est un des éléments clés de la résilience organisationnelle.